# Lafut-e Pain
Lafut-e Pain (em persa: لفوت پائين, também romanizada como Lafūt-e Pā’īn) é uma aldeia do distrito rural de Kurka, situada no distrito central de Astaneh-ye Ashrafiyeh, na província de Gilan, no Irã. Segundo o censo de 2006, sua população era de 304, em 90 famílias.